# 黃金線
《黃金線》是大愛電視《大愛劇場 撿稻穗系列》，全劇共17集，於2008年2月19日至2008年3月6日在《大愛劇場》時段（台灣時間每天晚上8:00）播放。

## 演員
- 尹馨-少女金線
- 柯素雲-中年金線
- 林鴻翔-李信鈞，金線之夫
- 陳宇風-李景昇，金線三兒子[1]
- 高志宏-李景文，金線四兒子
- 陳建凱-李景旭，金線五兒子
- 石峰-金線父
- 梅芳-金線母
- 王滿嬌-李母
- 林嘉俐-雲鸞，金線二姊
- 江俊翰-三弟
- 范瑞君-阿珠，金線弟媳
- 潘奕如-阿英，信鈞，金線大嫂，阿得第二任妻子
- 李亮瑾-寶蓮，信鈞，金線大嫂，阿得第一任妻子
- 蘇炳憲-李俊德，金線長子
- 邱秀敏-金菊
- 高慧君-麗雪
- 江國賓-剛本龍樹